# Maximianno Cobra
Maximianno Cobra (Rio de Janeiro, 1969) é um maestro, cineasta e produtor audiovisual brasileiro que obteve a nacionalidade francesa em 1999 e é desde esta época o regente titular e diretor artístico da Europa Philharmonia Orchestra.
Após seus estudos de piano começados aos cinco anos de idade no Rio de Janeiro, Maximianno Cobra estudou composição e regência com Alceo Bocchino, aluno e amigo de Villa-Lobos e colaborador de Hans Swarowsky.
A partir de 1986, ele será assistente musical de Alceo Bocchino e trabalhará com diversas orquestras e festivais de música no Brasil. Em 1989, ele assumirá por cinco anos seu primeiro posto como diretor musical da Orquestra Filarmônica Brasileira. Durante a década de 90, Maximianno Cobra também se apresentará como regente convidado a frente da Orquestra Sinfônica Brasileira e da Orquestra Sinfônica do Estado de São Paulo.
En 1990, obtendo uma bolsa de estudos entra, como aluno convidado, na Hochschule für Musik und darstellend Kunst in Wien (Academia de Viena) a fim de aprimorar seus estudos. A partir de 1991 ele dirigirá como maestro convidado em Paris, Praga, Budapeste e outros lugares da Europa, seu trabalho particularmente desenvolvido na Hungria. Realisa com a Orquestra Filarmônica de Budapeste e o Côro e solistas da Ópera National da Hungria uma tournée em França, regendo Fidelio de Beethoven e as Sinfonias de Brahms no Théâtre des Champs-Élysées e na Salle Pleyel.
Obteve doutorado em Musicologia e História da Música; na Universidade Paris-Sorbonne sob a direção do Professor Serge Gut. Ele ocupou também o posto de Professor da classe de formação para músico de orquestra e foi diretor musical da Jeune Orchestre Symphonique au Conservatoire supérieur de musique de Paris - CNR.
Durante a temporada 1998-1999, ele é nomeado responsável das sociedades de musicologia Centre Mozart e Centre d’Études Beethovéniennes de France, assim como ele assume a direção musical e artística da companhia de ópera - Compagnie CANTUS et da companhia de teatro Atelier Kostya. Desde 1999 é diretor musical da Orquestra - Europa Philharmonia e grava para o selo musical HODIE - TEMPUS Collection para o qual realiza em CD e DVD a Maximianno Cobra EDITION.
Desde 2005 Maximianno Cobra tem se dedicado também a composição e, paralelamente a suas atividades musicais, escreve cenários para teatro e cinema assim como ensaios filosóficos sobre estética artística e artigos políticos.
Residiu na França de 1993 a 2011 quando mudou-se para Florença na Itália, assumindo a direção artística do projeto audiovisual Shakespeare Network e do projeto multimédia Firenze “città dell'armonia - capolavoro a cielo aperto”.
Recebeu várias nominações e prêmios pelas suas relalizações fonográficas e audiovisuais, dentre elas: ICA - "Anthological" - "Creator" Recording Award - IAG - "Must" Hi-Fi Recording Award.
Como cineasta, após documentarios e um curta metragem em homenagem a Federico Fellini, Maximianno Cobra assina a direção e o roteiro de um longa-metragem de produção britânica intitulado Misanthropos a partir de uma adaptação da obra Tímon de Atenas de Shakespeare. 
Maximianno Cobra desenvolve projetos como produtor, cineasta e consultor sênior junto a casa de produções inglêsa Quintessence Studios desde 2009.

## Excerto de obras

### Composições
Sinfonia « Ordo ab Chao » Op. 1;

Quarteto para cordas (2 violas - 1 violoncelo - 1 contrabaixo) Op. 7;

Nove Lieder (canções) textos Shakespeare, Schiller et Goethe;

Sonata para Piano "Initiatiques" Op. 11;

Música incidental : Timon of Athens - Macbeth e Coriolanus;

Óperas : "Remember me" (textos de Shakespeare) - Das Märchen (textos de Goethe)… Edições: L.N.S. - CCMB).

### Roteiros cinematográficos, adaptações e peças teatrais
Obra original roteiro: "Green, the quest" (Verde a busca);

Roteiro: Papageno (segundo a ópera "A Flauta Mágica" de Mozart);

Adaptação - obras de Shakespeare Timon of Athens - Macbeth et Coriolanus. Edições: Atelier "Kostya";

Adaptação: Goethe: Egmont. Edições: Atelier "Kostya".

### Realizações
Emissões - televisão e cabo : Série de concertos TVE Brasil Rio de Janeiro (TV Brasil) (1991) :Brahms Sinfonia No 1 - Orquestra Filarmônica Brasileira.;

Boston cable network (1993) : Documentário e performance : Beethoven Sinfonia No 7 - Orquestra Sinfônica Brasileira
Seleção discográfica DVDs e CDs  Catálogo HODIE - TEMPUS Collection :

DVD VIDEO e AUDIO :

Ludwig van Beethoven Sinfonia No 9 - (Ode à Alegria)(2000);

Wolfgang Amadeus Mozart Requiem etc…
CD : 

Johann Sebastian Bach - A Arte da Fuga;

Ludwig van Beethoven integral das 9 Sinfonias;

Johannes Brahms integral das 4 Sinfonias; 

Wolfgang Amadeus Mozart sinfonias 25 e 40;

Franz Schubert Sinfonia No. 9 "La Grande" etc.

Filmes :

Sense: A Small Tribute to Federico Fellini;

Misanthropos - a film by Maximianno Cobra based on Shakespeare's Timon of Athens.